# Traité de zoologie de Grassé
Le Traité de zoologie des éditions Masson, de son titre complet Traité de zoologie, anatomie, systématique, biologie et souvent appelé familièrement le Grassé par les biologistes, est probablement la plus importante entreprise de synthèse des connaissances en zoologie établie à ce jour en langue française. Cette collection d'ouvrages a été rédigé du début des années 1950 aux années 1970 sous la direction de Pierre-Paul Grassé. Une nouvelle édition de la collection est progressivement lancée à partir du début des années 1980.
Ce traité est cependant obsolète en ce qui concerne les classifications et les relations phylogénétiques entre organismes.

## Tomes
- Tome I, Fascicule 1 (1952) : Phylogénie. Protozoaires : généralités. Flagellés.
- Tome I, Fascicule 2 (1953) : Rhizopodes, Actinopodes, Sporozoaires, Cnidosporidies.
- Tome II, Fascicule 1 (1984) : Infusoires ciliés. Tome codirigé avec Pierre de Puytorac.
- Tome II, Fascicule 2 (1994) : Infusoires ciliés.
- Tome III, Fascicule 1 (1994) : Spongiaires, anatomie, physiologie systématique.
- Tome III, Fascicule 2 (1997) : Cnidaires (Hydrozoaires, Scyphozoaires et Cubozoaires), Cténaires. Tome codirigé avec André Franc.
- Tome III, Fascicule 3 (1953, 1997) : Cnidaires anthozoaires. Tome codirigé avec Dominique Doumenc.
- Tome IV, Fascicule 1 (1961, 1997) : Plathelminthes, Mésozoaires, Acanthocéphales, Némertiens.
- Tome IV, Fascicule 2 (1965) : Némathelminthes (Nématodes).
- Tome IV, Fascicule 3 (1965) : Némathelminthes (Nématodes, Gordiacés), Rotifères, Gastrotriches, Kinorhynques.
- Tome V, Fascicule 1 (1959, 2007) : Annélides, Myzostomides, Sipunculiens, Echiuriens, Priapuliens, Entoproctes, Phoronidiens.
- Tome V, Fascicule 2 (1959, 2007) : Bryozoaires, Brachiopodes, Chétognathes, Pogonophores, Mollusques (généralités, Aplacophores, Polyplacophores, Monoplacophores, Bivalves).
- Tome V, Fascicule 3 (1959, 1997) : Mollusques, Gastéropodes et Scaphopodes.
- Tome V, Fascicule 4 (1997) : Céphalopodes. Tome codirigé avec Katarina Mangold.
- Tome VI (1949) : Onychophores, Tardigrades, Arthropodes, Trilobitomorphes, Chélicérates.
- Tome VII, Fascicule 1 (1994) : Crustacés : Morphologie, Physiologie, Reproduction, Embryologie.
- Tome VII, Fascicule 2 (1996) : Crustacés : Généralités, Systématique .
- Tome VIII,  Insectes : Généralités, Anatomie, Physiologie
- Tome IX (1949) : Insectes : paléontologie, géonémie, Aptérygotes, Ephéméroptères, Odonatoptères, Blattoptéroïdes, Orthoptéroïdes, Dermaptéroïdes, Coléoptères.
- Tome X, Fascicule 1 (1951) : Nevropteroides, Mecopteroides, Hymenopteroides (Symphytes, Apocrites Terebranta).
- Tome X, Fascicule 2 (1951) : Hymenopteroides (Apocrites Aculeata), Psocopteroides, Hemipteroides, Thysanopteroides.
- Tome XI (1948, 2007) : Echinodermes, Stomocordés, Procordés.
- Tome XII (1954) : Vertébrés : embryologie, grands problèmes d'anatomie comparée, caractéristiques biochimiques.
- Tome XIII, Fascicule 1 (1958) : Agnathes et poissons. Anatomie, éthologie, systématique.
- Tome XIII, Fascicule 2 (1958, 1997) : Agnathes et poissons. Anatomie, éthologie, systématique.
- Tome XIII, Fascicule 3 (1958) : Agnathes et poissons. Anatomie, éthologie, systématique.
- Tome XIV, Fascicule 1a (1997) : Amphibiens. Tome codirigé avec Michel Delsol.
- Tome XIV, Fascicule 1b (1997) : Amphibiens et reptiles.
- Tome XIV, Fascicule 2 (1970) : Reptiles. Caractères généraux et anatomie.
- Tome XIV, Fascicule 3 (1970) : Reptiles. Glandes endocrines, embryologie, systématique, paléontologie.
- Tome XV (1950) : Oiseaux.
- Tome XVI, Fascicule 1 (1967, 1997) : Mammifères. Téguments et squelettes.
- Tome XVI, Fascicule 2 (1968, 2007) : Mammifères. Musculature.
- Tome XVI, Fascicule 3 (1971, 1997) : Mammifères. Musculature des membres, musculature peaucière, musculature des monotrèmes, arthrologie.
- Tome XVI, Fascicule 4 (1972, 1997) : Mammifères. Système nerveux, organes des sens, appareil circulatoire, sang et lymphe.
- Tome XVI, Fascicule 5 (1973, 1997) : Mammifères. Splanchnologie. 1.
- Tome XVI, Fascicule 5 (1973, 1997) : Mammifères. Splanchnologie. 2.
- Tome XVI, Fascicule 6 (1969, 2007) : Mammifères. Mamelles, appareil génital, gamétogenèse, fécondation, gestation.
- Tome XVI, Fascicule 7 (1982, 1997) : Mammifères. Embryologie.
- Tome XVII, Fascicule 1 (1955, 1997) : Mammifères. Les ordres : anatomie, éthologie, systématique.
- Tome XVII, Fascicule 2 (1955) : Mammifères. Les ordres : anatomie, éthologie, systématique.